# František Kosík

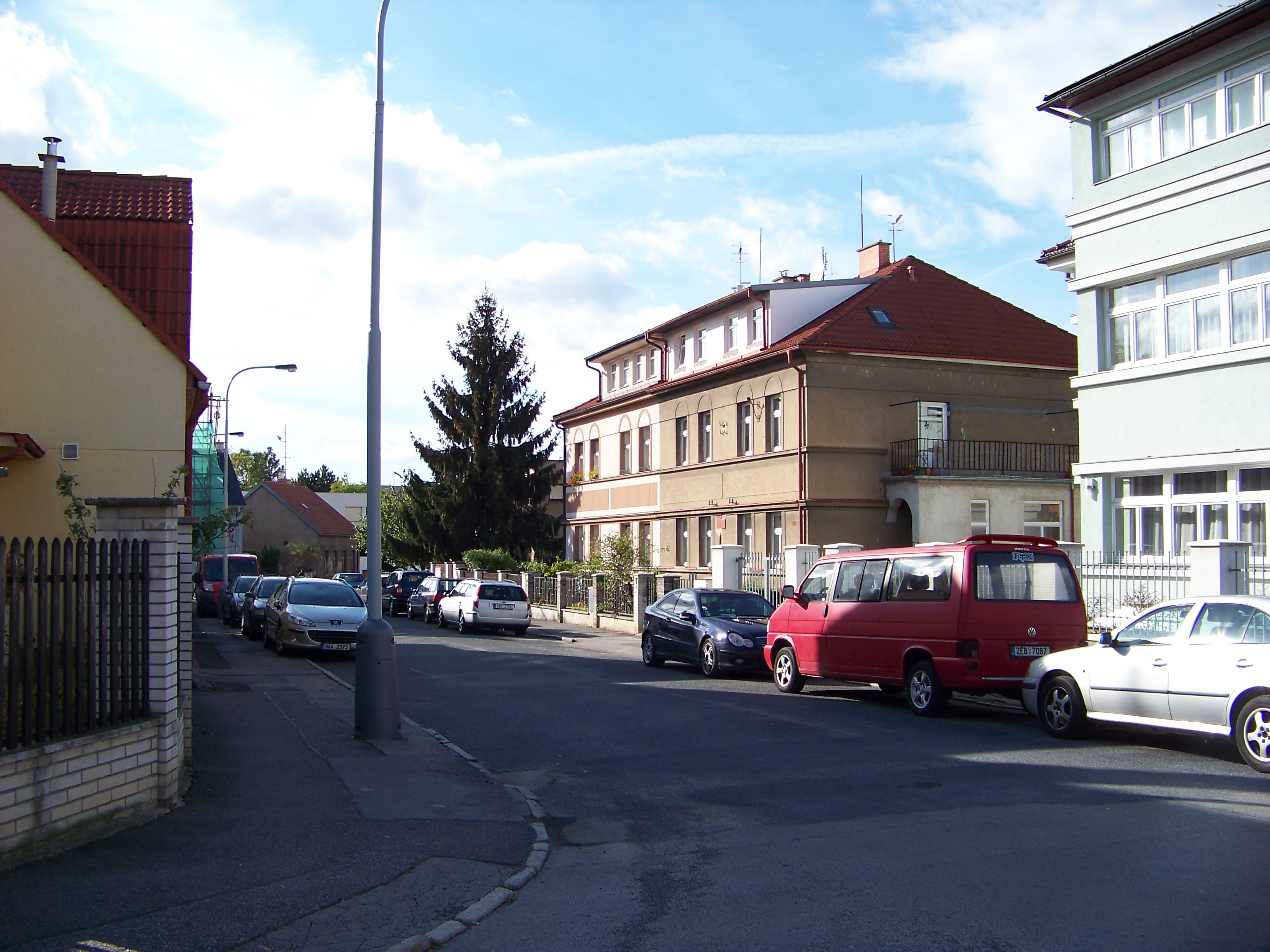
Přibližně v centru fotografie (ale na snímku poněkud vpravo) je dům se světle hnědou omítkou (adresa: K červenému vrchu 228/18, 160 00 Praha 6 - Vokovice), kde za protektorátu bydlela rodina Františka Kosíka

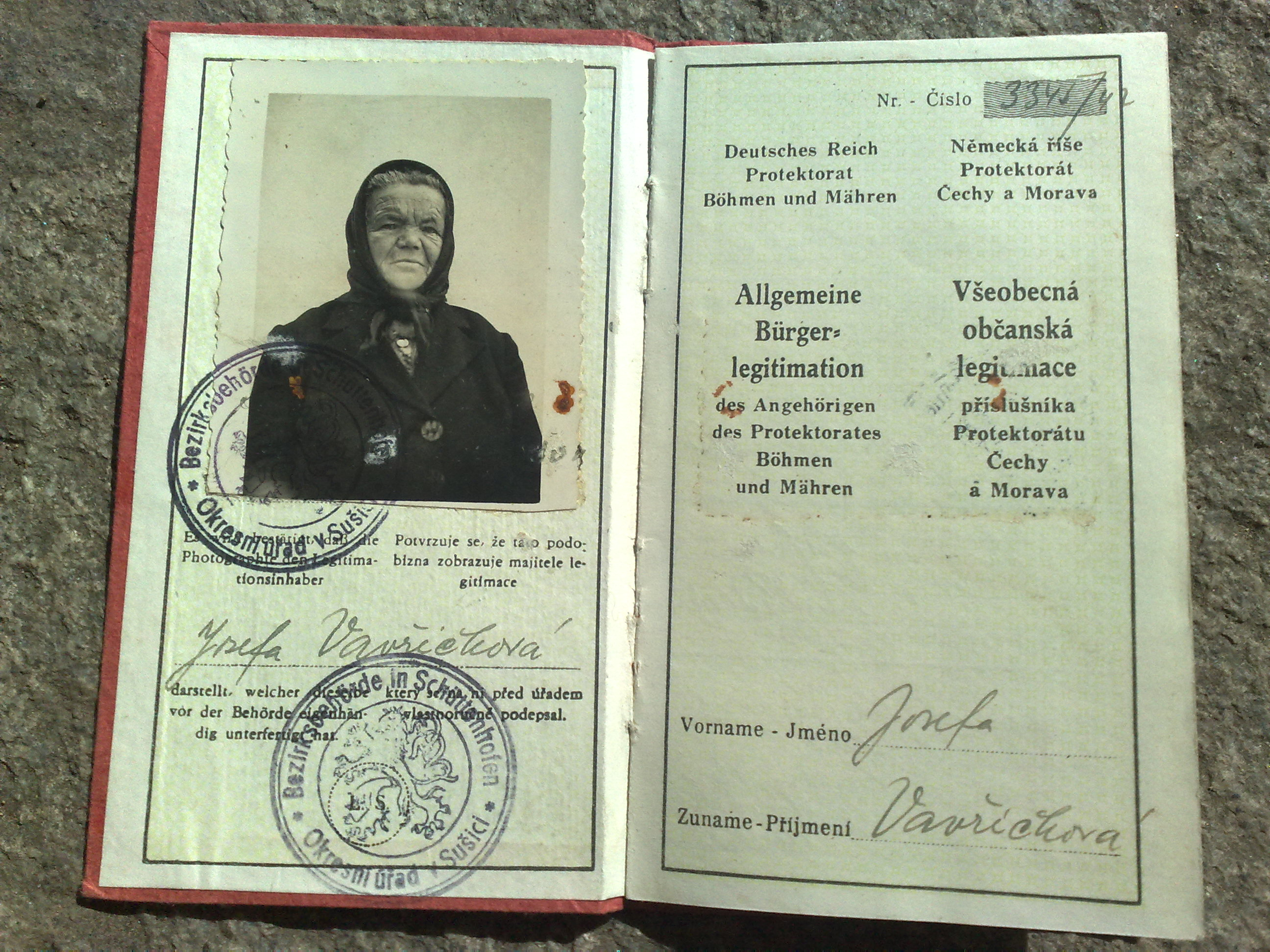
Protektorátní občanský průkaz

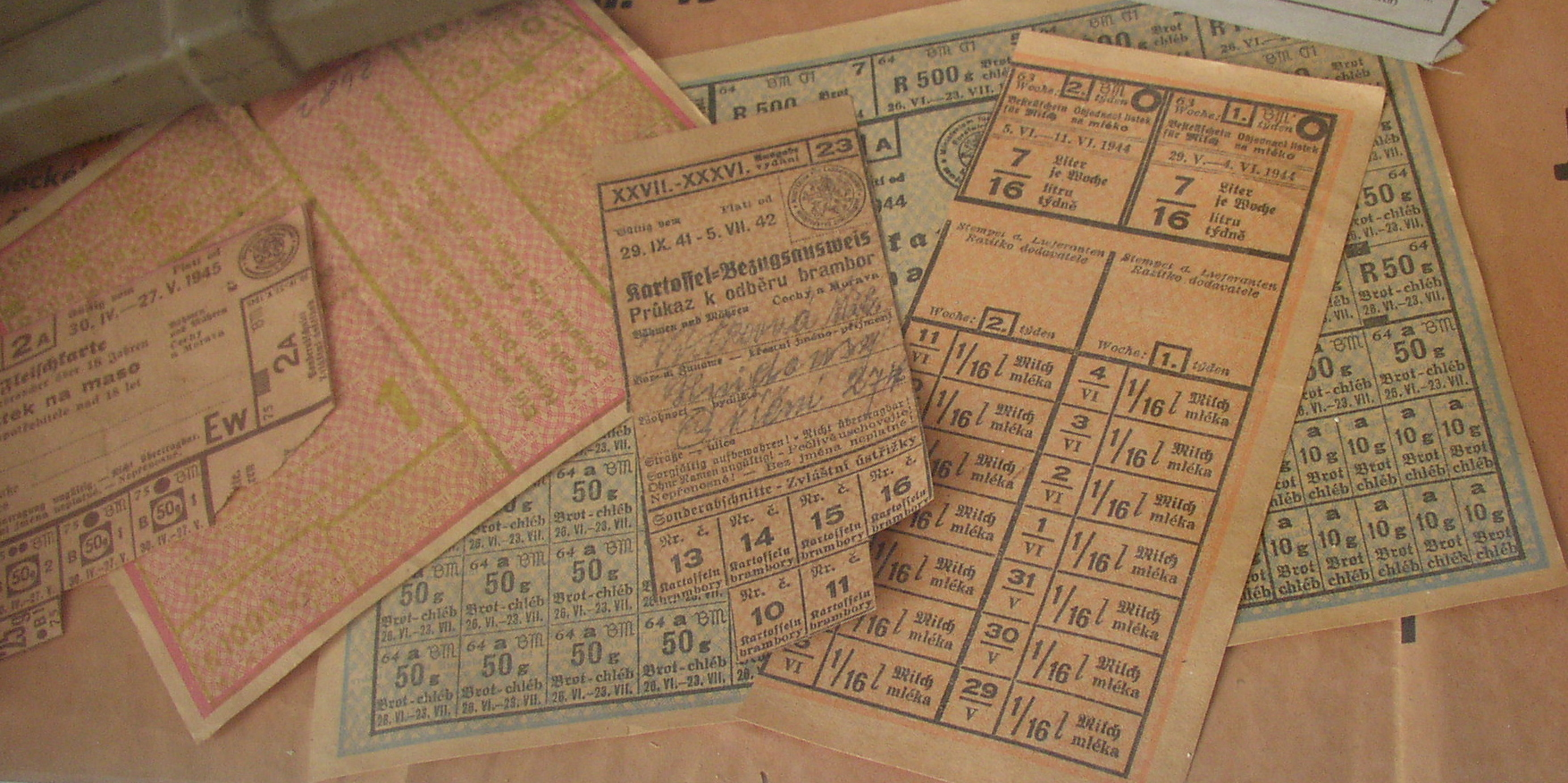
Protektorátní potravinové lístky

František Kosík (1911, Rozdělov, Kladno – 30. června 1942, Kobyliská střelnice, Praha) byl za protektorátu český policejní strážník, zapojený do protiněmeckého odboje v rámci Obrany národa. Odboji dodával falešné občanské průkazy, potravinové lístky a poskytoval ilegální byt pro štábního kapitána Václava Morávka.

## Život

### Studia a zaměstnání u policie
František Kosík se narodil v roce 1911 na Kladně. Spolu s rodiči bydlel v Rozdělově. Na Kladně také vystudoval strojní průmyslovku. V ČKD Vysočany se vyučil strojním zámečníkem. Po absolvování povinné vojenské služby nemohl najít odpovídající práci v oboru. Nakonec se rozhodl pro práci u policie, k níž se přihlásil v roce 1936 v Praze. (Do Prahy se přistěhoval z Kladna v roce 1938.) Nastoupil u policie na Praze 6 Nejdříve byl jen pochůzkářem, ale po půlroční policejní praxi mu bylo svěřeno vydávání občanských průkazů. Po nastolení Protektorátu Čechy a Morava po 15. březnu 1939 dostal za úkol vydávat tzv. kmenové listy a potravinové lístky pro obyvatele příslušného policejního obvodu.

### Odbojová činnost
Po nastolení Protektorátu Čechy a Morava se osmadvacetiletý František Kosík aktivně zapojil do ilegální odbojové protiněmecké činnosti v řadách Obrany národa (ON). Do řad odbojářů jej přivedl odborný učitel Václav Holna, se kterým se znali z rodného Kladna–Rozdělova. Ilegální aktivity přivedly policejního strážníka Františka Kosíka do styku se členy zpravodajsko–sabotážní skupiny tří králů Postupně se stal aktivním spolupracovníkem podplukovníka Josefa Balabána, podplukovníka Josefa Mašína a štábního kapitána Václava Morávka. Prostřednictvím svojí pozice u policie zajišťoval pro ilegální příslušníky ON (a pro potřeby dalších odbojových organizací) falešné občanské průkazy a dodával odboji též potravinové lístky.

### Václav Morávek
Manželé František a Jiřina Kosíkovi bydleli v ulici K červenému vrchu 228/18 v Praze 6 Vokovicích. Dne 14. února 1941 se jim narodila dcera Jiřina. Koncem května 1941 byla situace pro tři krále krajně kritická. Josef Balabán byl již zatčen 22. dubna 1941 a Josef Mašín byl také již zatčen (13. května 1941). Gestapo posíleno předchozími úspěchy v boji se třemi králi stále hledalo unikajícího Václava Morávka, který se skrýval po ilegálních bytech, ale i ty byly jeden po druhém vyzrazovány. Štábnímu kapitánu Václavu Morávkovi poskytl František Kosík v letech 1941 až 1942 ve svém vokovickém bytě několikrát ilegální úkryt (a přespání). Morávek také disponoval několika falešnými občanskými legitimacemi a potravinovými lístky, které mu poskytl František Kosík.

### Odhalení
Po přestřelce na pražském Prašném mostě 21. března 1942 a smrti Václava Morávka získalo z místa přestřelky gestapo klíč od ilegálního bytu ve Vokovicích a také klíč od bytu strážníka Václava Ajšmana z Petřin, u něhož Morávek také bydlel. Gestapo následně zahájilo rozsáhlé pátrání po celé Praze, přičemž kontrolovala čísla klíčů v domácnostech. Včas vyměnit klíče od vokovického bytu a od bytu Václava Ajšmana na Petřinách nebyl pro vyučeného strojního zámečníka žádný problém. Nové zámky František nakoupil v železářství u Rotta a v obou bytech je vyměnil. Z vokovického bytu také odstranil veškeré možné kompromitující materiály. Při koupi zámků nebo během jejich výměny jej nejspíše někdo viděl a udal jej. Gestapo tak šlo na udání nejprve po Václavu Ajšmanovi, František Kosík byl zatčen 29. března 1942.

### Výslechy, věznění, ...
Po zatčení mu byly odebrány hodinky a klíče od bytu a byl odvezen na výslech do Petschkova paláce. Následně byl tři měsíce vězněn na Pankráci. Jeho žena jej naposledy viděla při poslední návštěvě 11. června 1942. František Kosík byl popraven zastřelením za druhé heydrichiády dne 30. června 1942 na Kobyliské střelnici v Praze. Rodina se o jeho popravě dozvěděla až za tři měsíce, tj. v září roku 1942.
Dne 30. června 1942 v podvečer bylo na Kobyliské střelnici popraveno zastřelením celkem 72 osob. Kromě policejního strážníka Františka Kosíka a policejního praporčíka Václava Ajšmana (* 1896) to byla například novinářka, politička a organizátorka ženského hnutí Františka Plamínková; muzikolog a hudební historik Otakar Kamper; vysoký důstojník Obrany národa plukovník generálního štábu Josef Churavý; jeden ze tří králů podplukovník Josef Mašín. Dále byli zbaveni života i někteří významní spolupracovníci tří králů například: Václav Řehák; Josef Líkař; Jiří Zeman; vrchní poštovní tajemník Josef Franc (* 1900); radiotechnik Bedřich Slavík (* 1913); cukrář Josef Černý (* 1890) a zámečník Miroslav Vojtěchovský (* 1906), který se v odboji věnoval zajišťování provozu ilegální radiostanice Sparta I.

### Dovětek
Někdy koncem roku 1944 využilo gestapo toho, že mělo klíče od bytu Františka Kosíka a z jeho bytu byly odvezeny veškeré jeho věci (psací stroj, boty, oblečení, ...).

## Připomínky Františka Kosíka
- V Rozdělově (část statutárního města Kladna) je po Františku Kosíkovi pojmenována ulice „Fr. Kosíka“.[2][7]

- Pobožný pistolník štábní kapitán Václav Morávek se do ilegálních bytů stěhoval s minimem předmětů, ale vždy s sebou měl i svoji Bibli. Tato Morávkova kniha druhou světovou válku přežila.[8] Byla nalezena v bytě u manželů Kosíkových a vdova Jiřina Kosíková ji po osvobození Československa předala do Vojenského historického ústavu (VHÚ), ale kde kniha nakonec skončila není známo.[8]

- Jméno Františka Kosíka je uvedeno na pamětních deskách na Kobyliské střelnici v Praze:

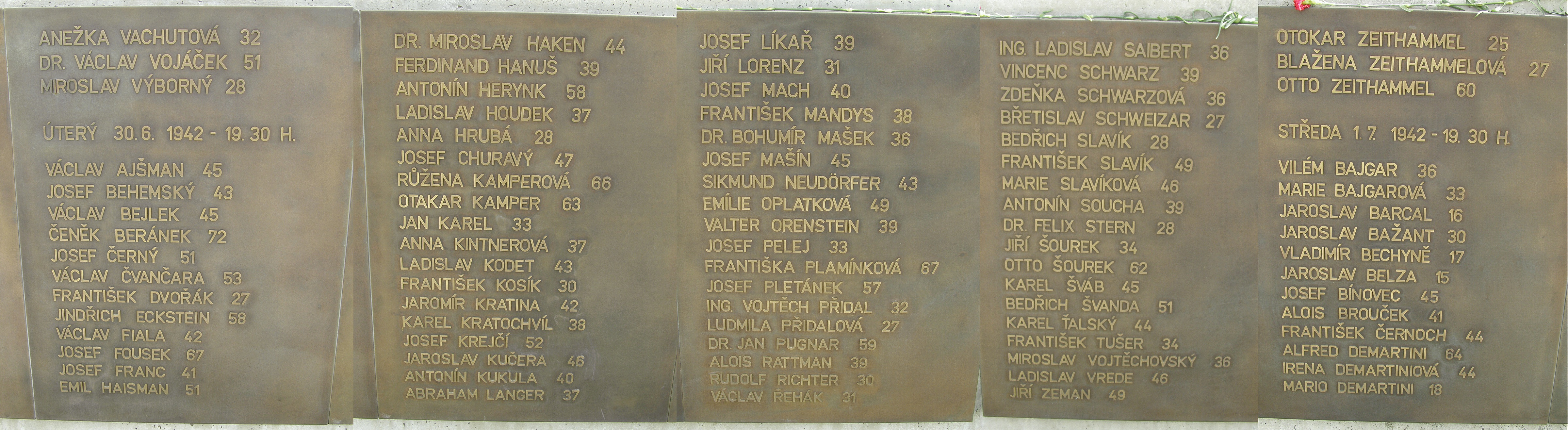
Pět bronzových desek se jmény popravených v úterý dne 30. června 1942 v 19.30

- František Kosík je uveden i v popravním protokolu ze dne 30. června 1942 a vzpomenulo se na něj i při tryzně konané v roce 1947:

Seznamy popravených v Praze na Kobyliské střelnici dne 30. června 1942
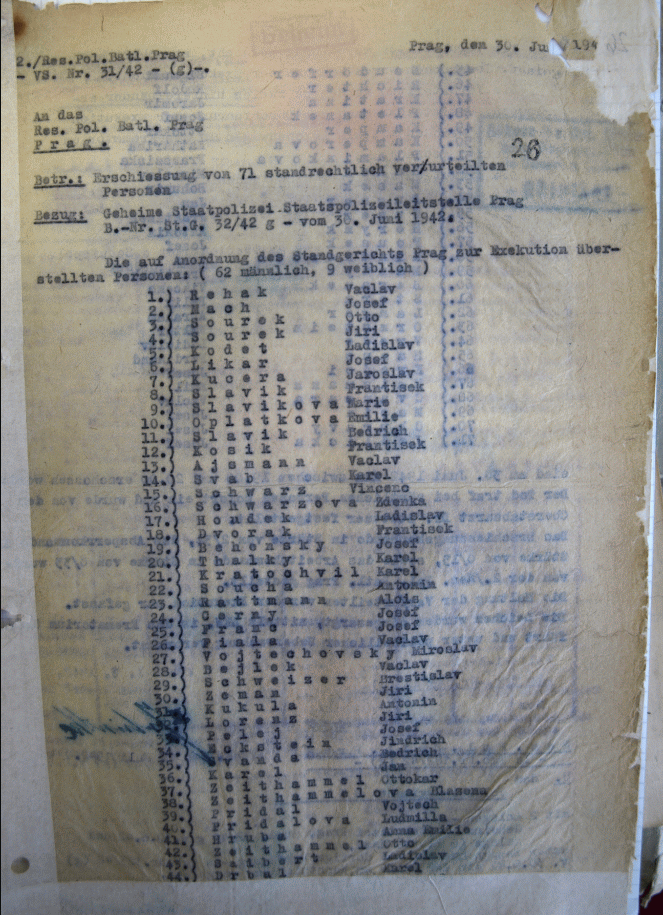
Popravní protokol z 30. června 1942 (1. strana, německý originál)
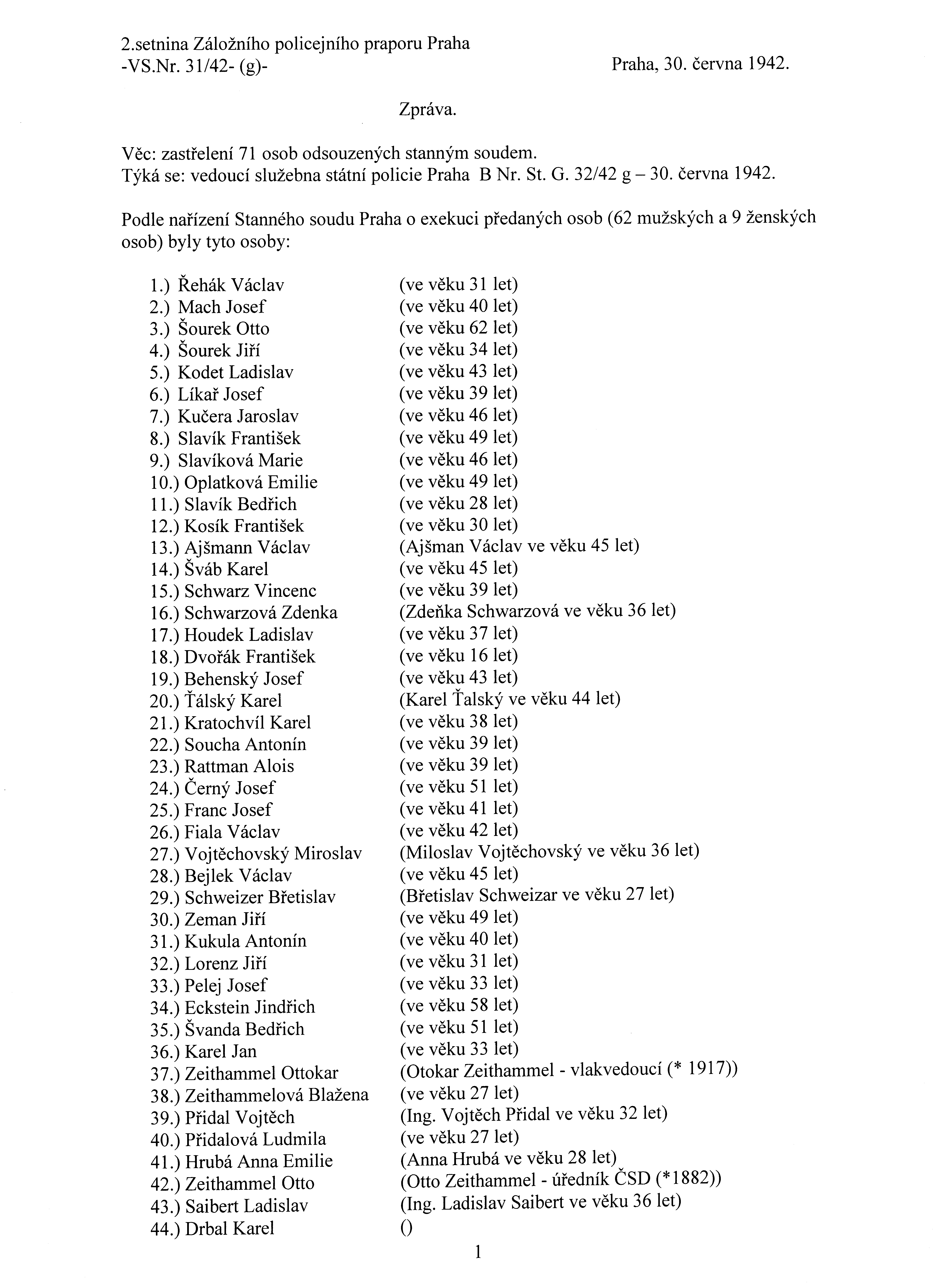
Popravní protokol z 30. června 1942 (1. strana, překlad do češtiny)
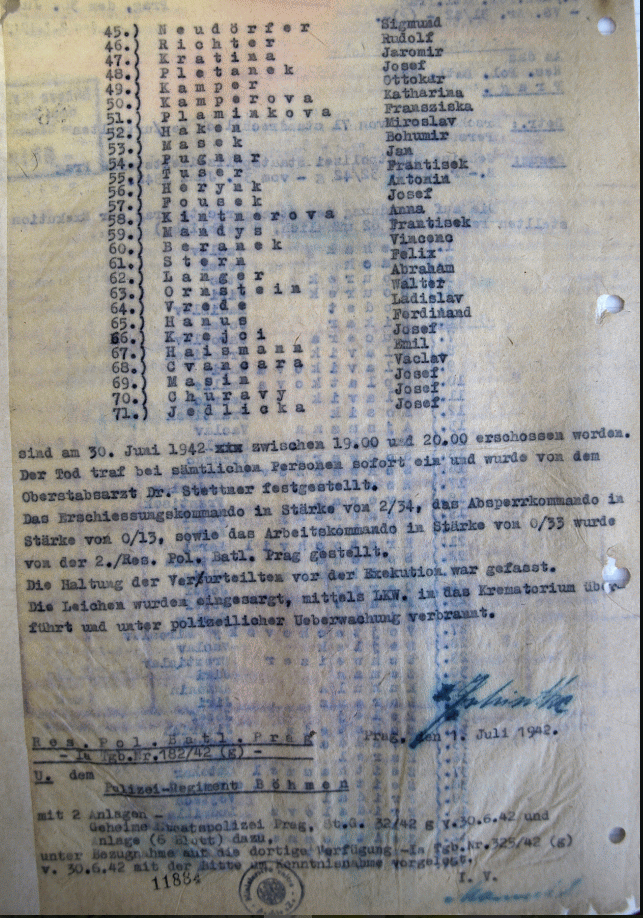
Popravní protokol z 30. června 1942 (2. strana, německý originál)
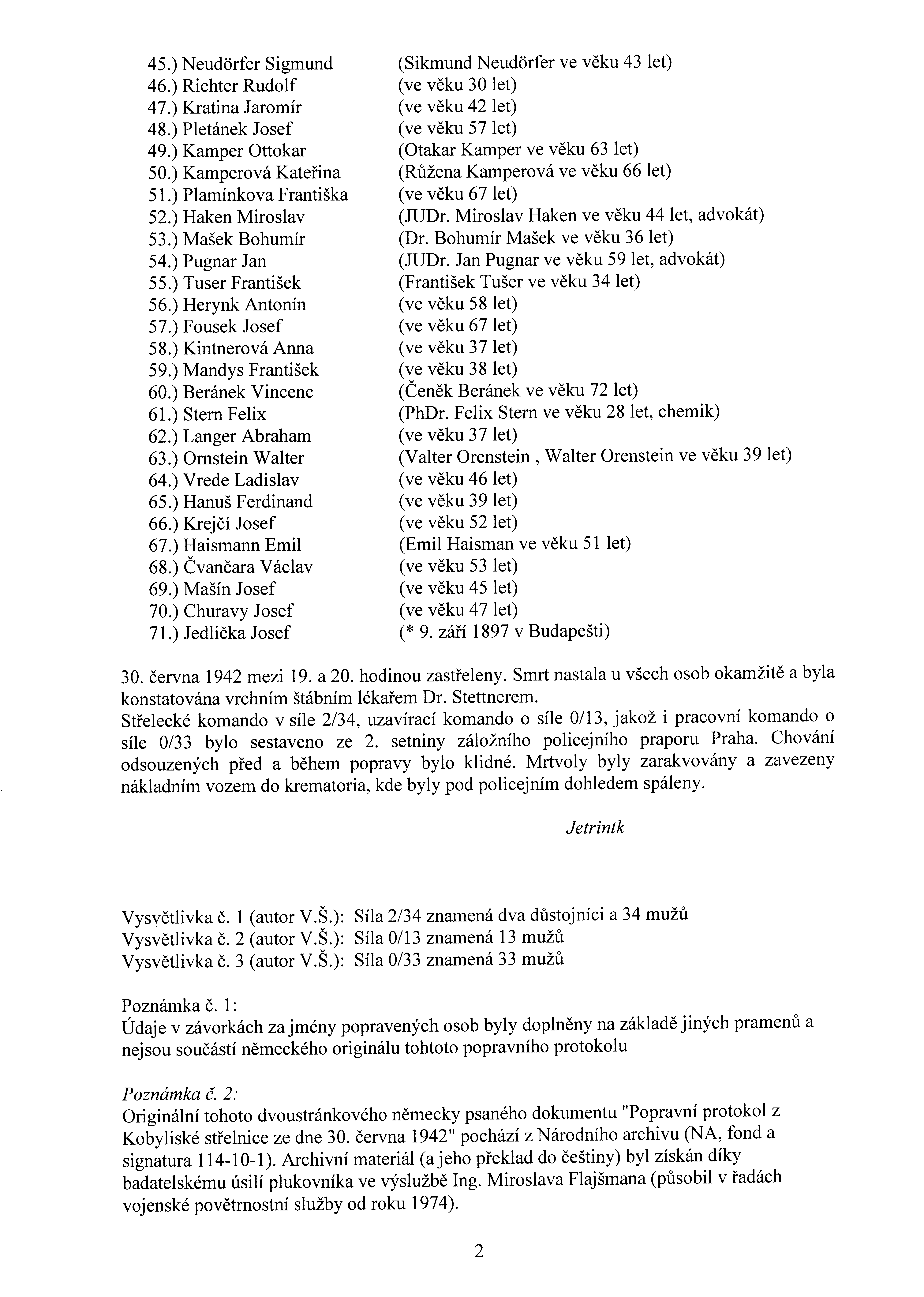
Popravní protokol z 30. června 1942 (2. strana, překlad do češtiny)
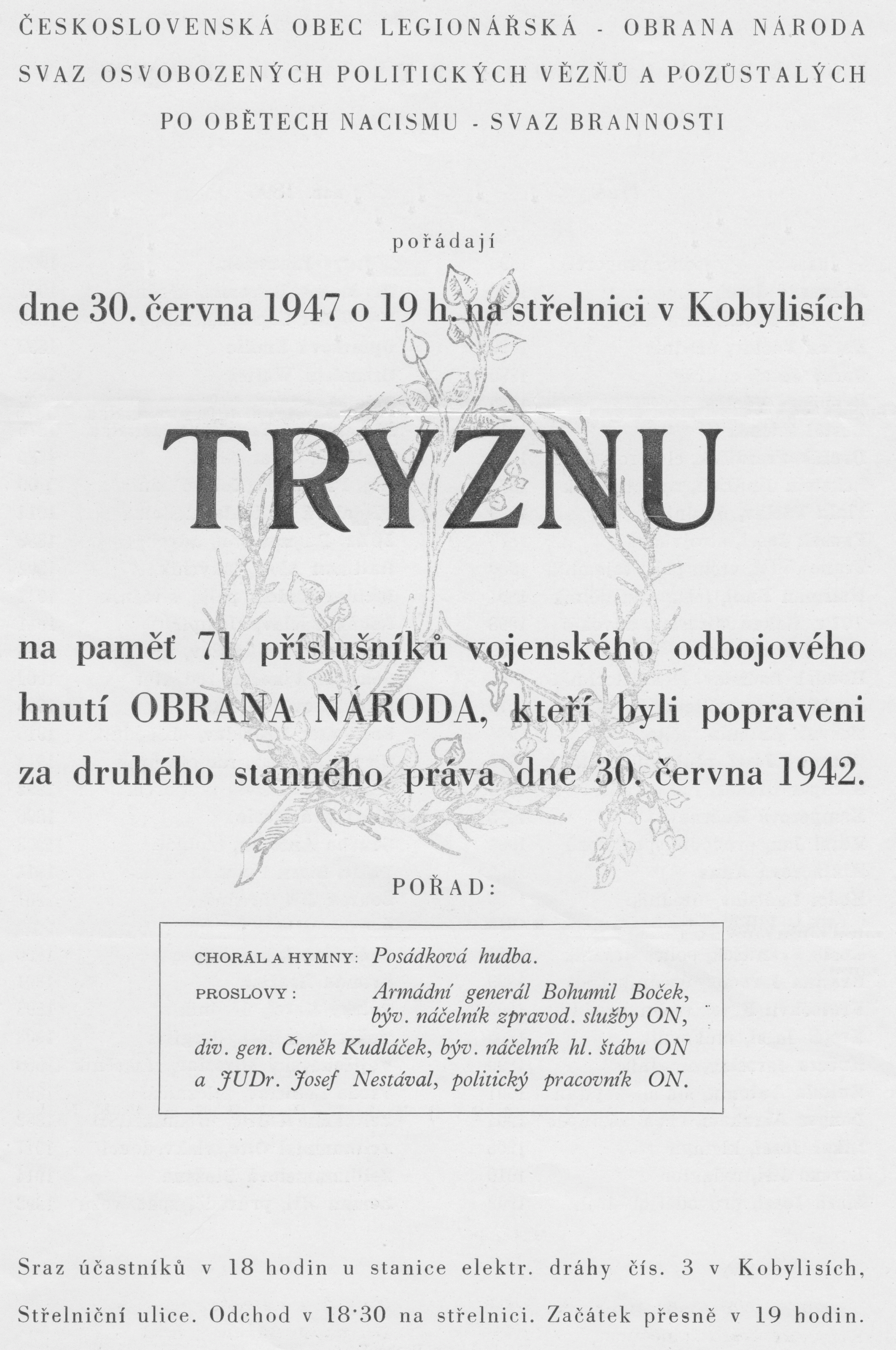
Tryzna (30. června 1947), titulní strana dokumentu
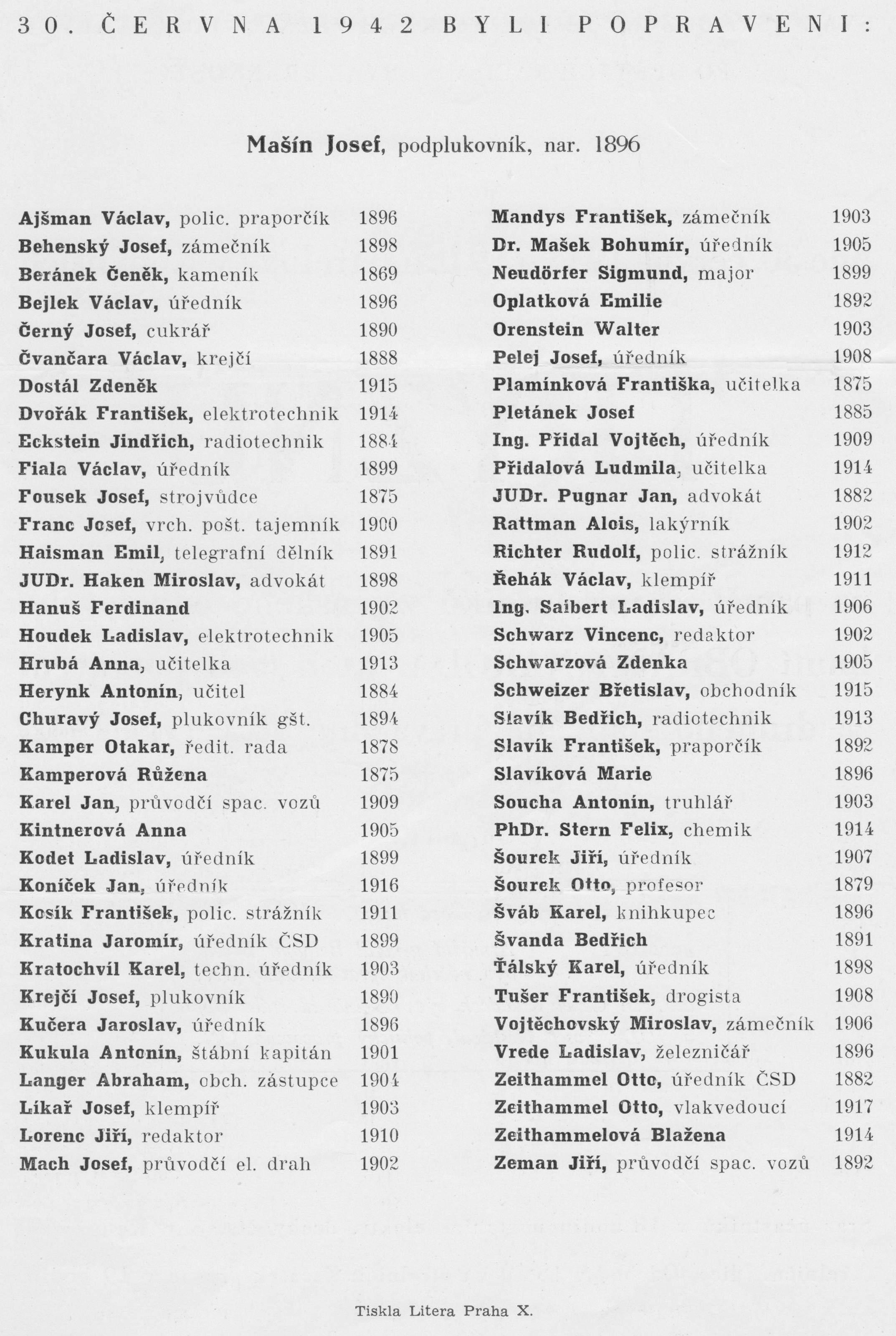
Trizna (30. června 1947), Seznam popravených